# Passo di Pontimia
Der Passo di Pontimia ist ein Gebirgspass in den Walliser Alpen. Auf der Passhöhe verläuft die Grenze zwischen Italien und der Schweiz. Auf einer Höhe von 2379 m ü. M. verbindet er die Orte Gondo (855 m) und Bognanco (980 m). Über den Pass führt ein Saumpfad und Wanderweg.
Der Pass liegt zwischen dem Pizzo Sraciugo (2713 m) im Norden und der Cima del Rosso (2624 m) im Süden.